# Asangaon
Asangaon – wieś w Indiach położona w stanie Maharasztra, w dystrykcie Thane, w tehsilu Dahanu.
Według spisu ludności Indii z 2011 roku, w Asangaon znajduje się 321 gospodarstw domowych, które zamieszkują 1333 osoby.